# Partialdruck
Partialdruck oder Teildruck bezeichnet den Beitrag einer einzelnen Komponente oder Fraktion in einem Gasgemisch zum Gesamtdruck. 
Im Falle idealer Gase entspricht der Partialdruck eines einzelnen Gases innerhalb eines Gasgemischs dem Druck, den das einzelne Gas hätte, wenn die anderen Gase entfernt würden.
Der Gesamtdruck setzt sich additiv aus den Partialdrücken der einzelnen Gaskomponenten zusammen. Der Partialdruck entspricht dem Druck, den die einzelne Gaskomponente bei alleinigem Vorhandensein im betrachteten Volumen ausüben würde.
Bei realen Gasen ist der Partialdruck in Gemischen allerdings geringer, da zwischen den Gas-Teilchen zumeist Anziehungskräfte wirken, die den Druck verringern.
Das Maß, in dem Gase mit anderen Stoffen reagieren, diffundieren und sich in Flüssigkeiten lösen, wird von ihrem Partialdruck bestimmt und nur indirekt von ihrer Konzentration in Gasmischungen oder Flüssigkeiten.
In einem Gasgemisch wie der Luft ist die Siede- bzw. Kondensationstemperatur einer Gaskomponente (z. B. Wasserdampf) von ihrem Partialdruck abhängig, nicht vom Gesamtdruck.
In der Meteorologie wird der Begriff Dampfdruck als Synonym für den Partialdruck des Wassers in der Luft verwendet. 
Die Kondensationstemperatur des Wasserdampfs wird auch als Taupunkt bezeichnet.

## Anwendung
In der Biologie und Medizin sind vor allem der Sauerstoffpartialdruck (PO2) und Kohlenstoffdioxidpartialdruck (PCO2) von großer Bedeutung. Hier wird der Begriff auch auf die Konzentrationen dieser Gase in Lösung angewendet, beispielsweise im Blut (messbar etwa transkutan) oder in Wasser. Dabei wird als Partialdruck derjenige Druck des Gases angegeben, der mit der betreffenden Konzentration in Lösung (an einer gedachten oder wirklichen Grenzfläche von Gas und Flüssigkeit) in einem Diffusionsgleichgewicht steht. Das Henry-Gesetz beschreibt makroskopisch das Verhältnis der in der Gasphase auftretenden Partialdrücke, in Abhängigkeit von der jeweiligen Stoffkonzentrationen in der flüssigen Phase. Der Partialdruck wird immer dann anstatt der Massenkonzentration verwendet, wenn das Diffusionsverhalten des gelösten Gases betrachtet wird. Typische Themen dafür sind die respiratorischen Austauschvorgänge in der Lunge, die Gefahr von Gasembolien in der Tauch- (Dekompressionskrankheit und Tiefenrausch) und Flugmedizin sowie die Entstehung der Gasblasenkrankheit der Fische. Aufgrund dessen ist die Berechnung von Gaspartialdrücken beim technischen Gerätetauchen bzw. Nitroxtauchen Grundlage der dazugehörigen Ausbildungsgänge.
Im Brandschutz wird bei der sogenannten aktiven Brandvermeidung der Sauerstoffanteil in der Luft so weit abgesenkt, dass Menschen noch für eine gewisse Zeit darin arbeiten können, die Entflammbarkeit von bestimmten Materialien aber praktisch auf Null gesenkt ist.

## Dalton-Gesetz
Das Dalton-Gesetz (Daltonsches Gesetz, Gesetz der Partialdrücke) wurde 1805 von John Dalton formuliert. Es besagt, dass die Summe aller Partialdrücke {\displaystyle p_{i}} bei idealen Gasen gleich dem Gesamtdruck des Gemisches {\displaystyle p_{\text{Gesamt}}} ist.
Für {\displaystyle k} Komponenten ergibt sich
{\displaystyle p_{\text{Gesamt}}=\sum _{i=1}^{k}p_{i}}
und aus der Zustandsgleichung der idealen Gase folgt:
{\displaystyle n_{\text{Gesamt}}=\sum _{i=1}^{k}n_{i}}
Löst sich ein Gas von einem Gemisch nicht oder praktisch nicht, so wird der darüber entstandene Gasraum gemäß den beiden Formeln aufgefüllt. Dabei ist der Partialdruck einer Komponente der bei dieser Temperatur herrschende Siededruck der reinen Komponente.
Daraus leitet sich ab, dass der Partialdruck des {\displaystyle i}-ten Gases gleich dem Produkt aus Stoffmengenanteil {\displaystyle \chi _{i}} des Gases mal Gesamtdruck des Gemisches (beispielsweise Luftdruck) ist. Das ist zwar eine idealisierte Darstellung für den Fall, dass die Teilchen der Gasphase außer der mechanischen keine gegenseitigen Wechselwirkungen haben (ideale Gase), jedoch kann man diese im Normalfall vernachlässigen.
{\displaystyle p_{i}=\chi _{i}\cdot p_{\text{Gesamt}}}
Das Verhältnis der Teilchenanzahl (Stoffmenge) {\displaystyle n_{i}} einer Komponente {\displaystyle i} zur Gesamtteilchenzahl {\displaystyle n_{\mathrm {Gesamt} }} des Gemisches entspricht dabei dem Stoffmengenanteil {\displaystyle \chi _{i}} und somit auch dem Partialdruck {\displaystyle p_{i}} der Komponente {\displaystyle i} zum Gesamtdruck {\displaystyle p_{\mathrm {Gesamt} }} des Gemisches. Folglich gilt: 
{\displaystyle {\frac {n_{i}}{n_{\mathrm {Gesamt} }}}={\frac {p_{i}}{p_{\mathrm {Gesamt} }}}}
Beispiel: trockene Luft in Meereshöhe
Die folgende Tabelle zeigt die Zusammensetzung von vollständig trockener Luft auf Meereshöhe (Normalbedingung), also bei einem Luftdruck von 1013,25 hPa. 
Man kann den Volumenanteil mit dem Teilchenanteil (Stoffmengenanteil) gleichsetzen, da es sich um annähernd ideale Gase handelt. Sonstige Bestandteile der Luft kann man aufgrund ihres geringen Anteils vernachlässigen.
| Komponente        | Volumenanteil % | Partialdruck in | Partialdruck in | Partialdruck in | Partialdruck in | Partialdruck in |
| Komponente        | Volumenanteil % | hPa (mbar)      | kPa             | mmHg (Torr)     | bar             | atm             |
| ----------------- | --------------- | --------------- | --------------- | --------------- | --------------- | --------------- |
| Luft              | 100,00          | 1013,25         | 101,325         | 759,96          | 1,01325         | 1,00000         |
| Stickstoff        | 78,090          | 791,25          | 79,13           | 593,45          | 0,79125         | 0,78090         |
| Sauerstoff        | 20,940          | 212,19          | 21,23           | 159,17          | 0,21228         | 0,20940         |
| Argon             | 0,927           | 9,39            | 0,939           | 7,04            | 0,00939         | 0,00927         |
| Kohlenstoffdioxid | 0,042           | 0,42            | 0,042           | 0,296           | 0,00042         | 0,00042         |

| Wassertiefe | Umgebungsdruck | Sauerstoffpartialdruck | Stickstoffpartialdruck |
| ----------- | -------------- | ---------------------- | ---------------------- |
| 0 m         | 1 bar          | 0,21 bar               | 0,78 bar               |
| 10 m        | 2 bar          | 0,42 bar               | 1,56 bar               |
| 20 m        | 3 bar          | 0,63 bar               | 2,34 bar               |
| 30 m        | 4 bar          | 0,84 bar               | 3,12 bar               |
| 40 m        | 5 bar          | 1,05 bar               | 3,90 bar               |